# Tummler

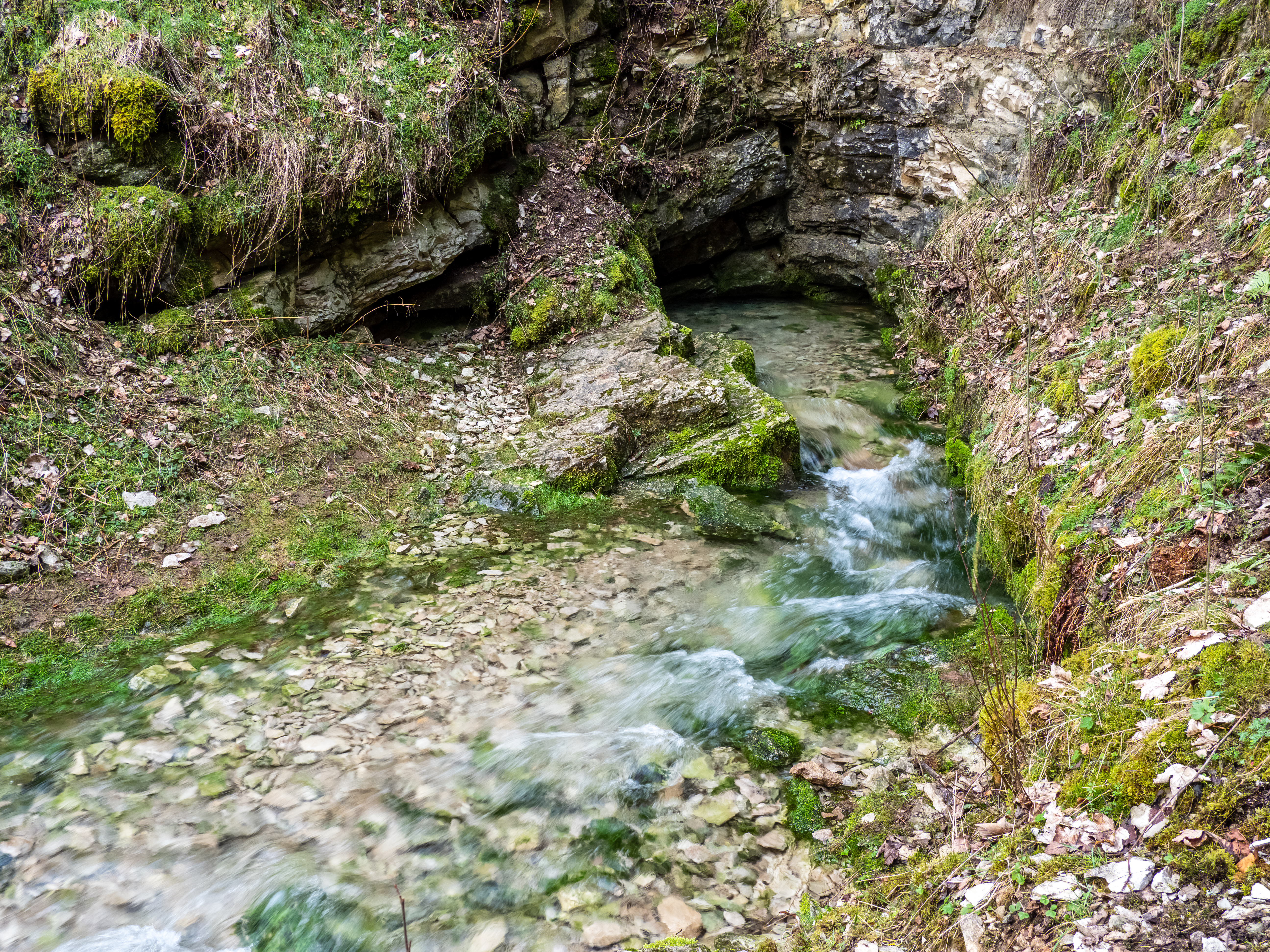
Tummler mit Wasserführung im März 2020

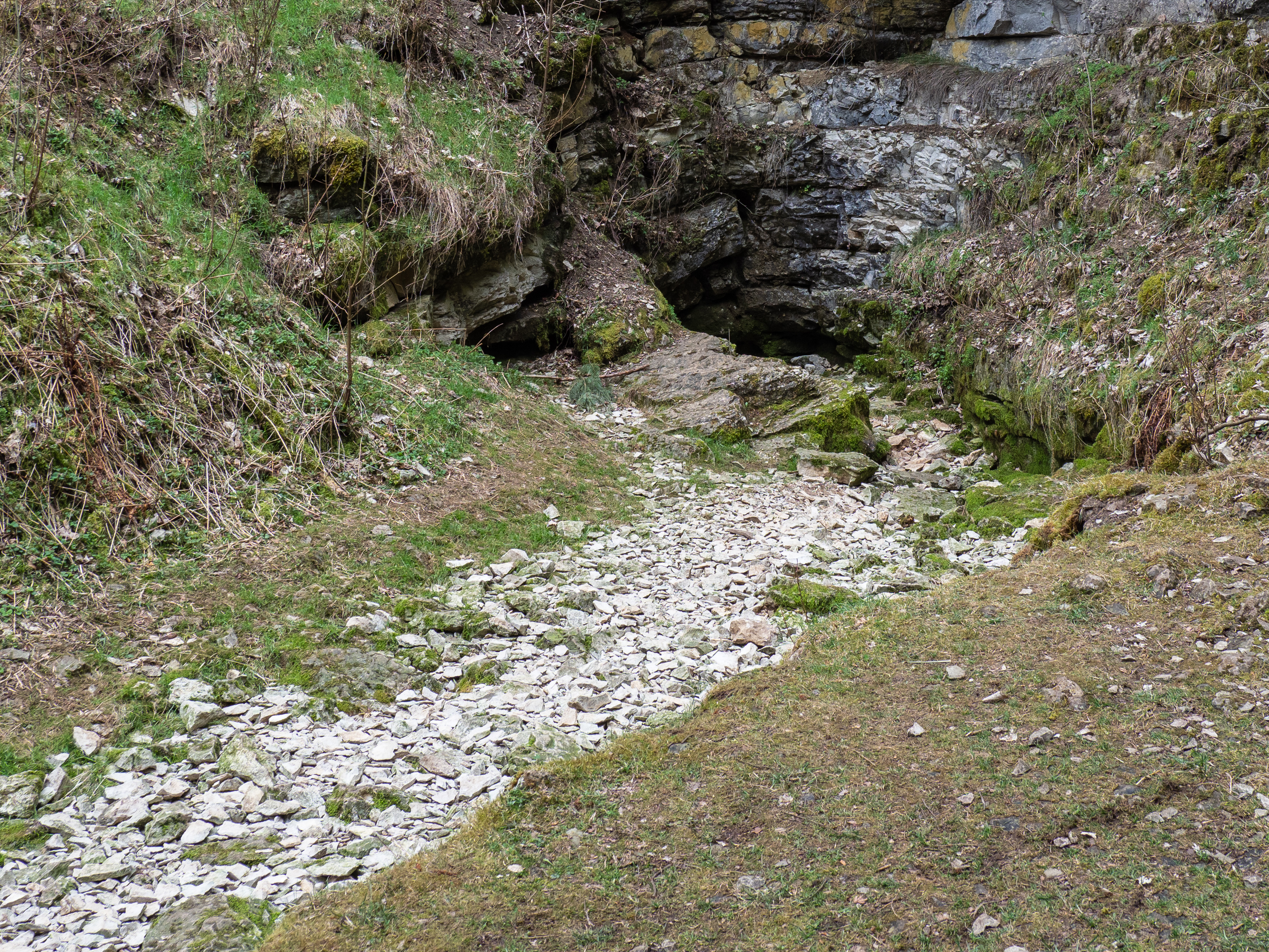
Trockener Tummler im April 2020

Tummler ist die Bezeichnung für eine periodisch stark schüttende Karstquelle, die eine hydrogeologische Besonderheit darstellt. Die Quelle ist Bestandteil eines umfassenden Karstsystems und speist temporäre Fließgewässer. Dieser Typus einer intermittierenden Quelle unterscheidet sich von den Hungerbrunnen durch plötzliche Extremschüttungen verbunden mit einer vermehrten Geräuschwirkung. In niederschlagsarmen Zeiten fällt die Karstquelle regelmäßig trocken und zeichnet sich in der Folge meist durch jahrelange Inaktivität aus. Nach langen oder sehr starken Niederschlagsereignissen – wie Starkregen und Schneeschmelze – weisen Tummler gewöhnlich schlagartig eine sehr starke Wasserschüttung auf und versiegen oft nach relativ kurzer Zeit.

## Name
Der Name leitet sich vom mittelhochdeutschen Wort tumel ab, das Lärm oder Krach  bedeutet. Ab dem 16. Jahrhundert hat sich das Verb tummeln ausgehend von dieser Bedeutung im Sinne von lärmen entwickelt. Auch der Begriff Getümmel geht auf die alte Bezeichnung zurück und deutet auf Geräuschwirkungen hin. Im heutigen Sprachverständnis steht Tummler für eine lärmende Karstquelle.

## Hydrogeologie
Dieser Quelltyp ist eine hydrogeologische Erscheinung in Karstgebieten. Das Niederschlagswasser versinkt auf den Karsthochflächen in Klüften, Spalten, Dolinen und Ponoren. Dabei strömt das Oberflächenwasser über offene Klüfte oder Schächte in die Gebirgstiefen ein und vereinigt sich mit anderen Karstwasserströmen, um nach gewisser Zeit in den Tälern als Karstquelle zutage zu treten. Die Versickerung in den Karsthohlformen verringert den Oberflächenabfluss. Im Zuge von chemischen Lösungsprozessen entwickelten sich zahlreiche Hohlräume im Karstgestein, welche eine erhöhte Wasserdurchlässigkeit und eine sehr geringe Filtration des Grundwassers bedingen. Durch den erhöhten Grundwasserabfluss und aufgrund der hohen hydraulischen Leitfähigkeit der verkarsteten Kalksteine ist der Durchsatz von infiltriertem Niederschlagswasser innerhalb des löchrigen Gesteins relativ rasch (Grundwasserabstrom). Die Karstquellen entspringen aus dem Karstgestein und weisen eine stark schwankende Wasserführung auf, die auf die Eigenschaften des Kluftwasserleiters zurückzuführen sind. Die Wasserführung ist direkt vom Niederschlagsregime abhängig. Nach großen Niederschlagsereignissen, insbesondere nach Starkregen und infolge von Schneeschmelzen steigt die Wassermenge zum Schüttungsmaximum an und anschließend geht die Wasserzufuhr wieder deutlich zurück oder sie versiegt bei längeren niederschlagsfreien Perioden.
Hungerbrunnen stellen Karstquellen dar, die in Trockenperioden nur geringe Schüttungen aufweisen. Tummler hingegen sind intermittierende Karstquellen mit zeitweiser Wasserführung, die lediglich bei Schneeschmelze oder Starkregen in Erscheinung treten und durch plötzliche Extremschüttungen charakterisiert sind.

## Merkmale
Tummler weisen enge Austrittsöffnungen auf. Nur bei genügender Wasserzuführung entsteht ein ausreichender Druck, um das Wasser durch die enge Öffnung in Form von geysirartigen Wasserfontänen nach außen zu befördern. Der vollständig unter Wasserdruck gesetzte und unpassierbare Höhlenausgang wird auch als Speier bezeichnet. Großflächige Überschwemmungen von Trockentälern sind häufig die Folge dieser Ereignisse.
Die vermehrte Geräuschentwicklung der Quellwasserschüttung ist das wesentliche Unterscheidungsmerkmal zum Hungerbrunnen.

## Vorkommen der Tummler

### Trockental der Leinleiter

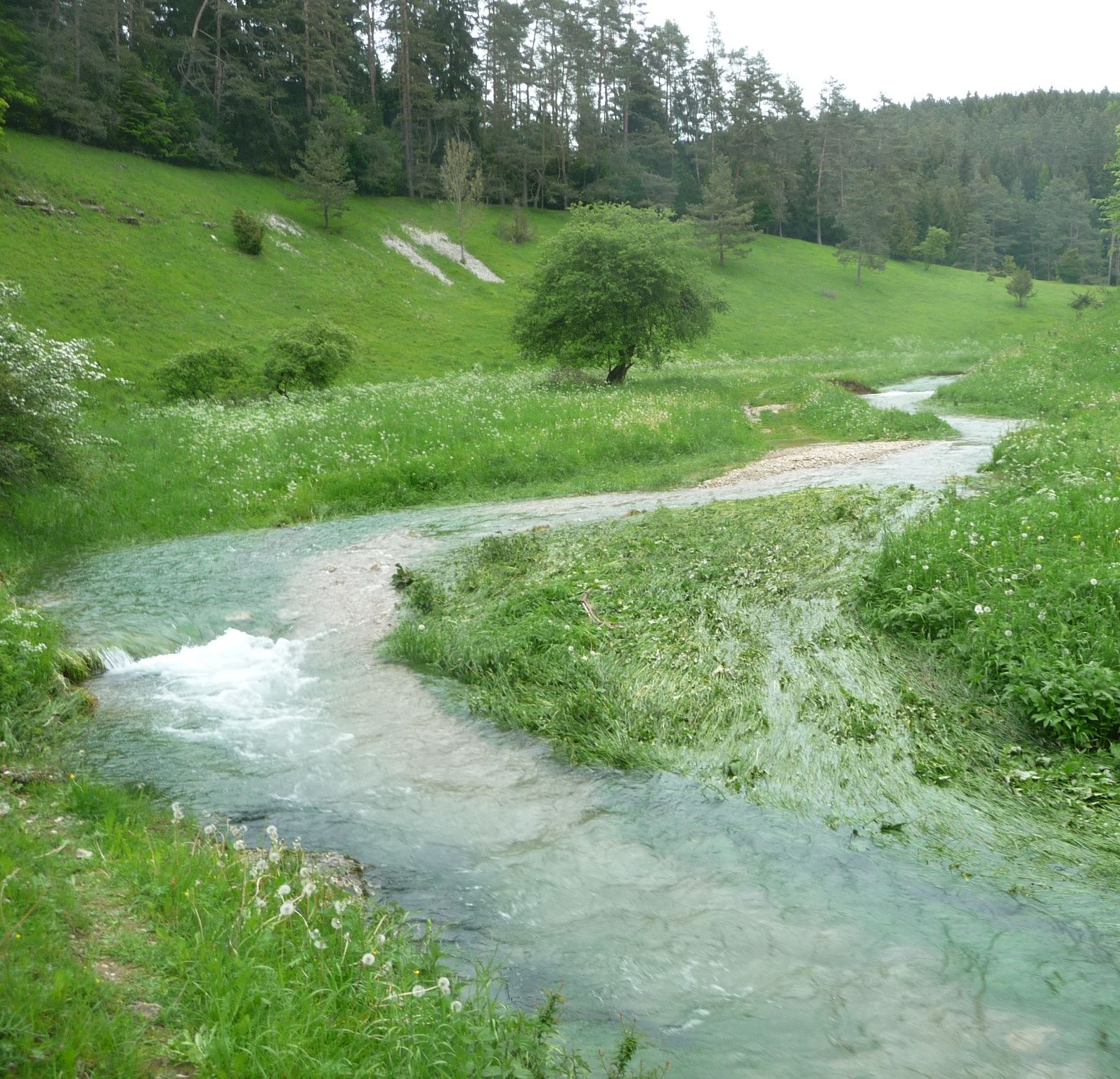
Das sonst trockene Tal oberhalb der Leinleiterquelle durch den Tummler überflutet.

Im Trockental der Leinleiter nördlich der Heroldsmühle befindet sich der bekannteste Tummler der Fränkischen Schweiz. Das Karsttal in der Juralandschaft der nördlichen Frankenalb wurde aufgrund seiner geologischen Verhältnisse und seiner wertvollen floristischen und faunistischen Naturausstattung mit Beständen aus charakteristischen Halbtrockenrasen und markanten Quellbereichen im Jahre 1993 als geschützter Landschaftsbestandteil ausgewiesen.
Unterhalb von Laibarös, am Dolletsberg, befand sich ebenfalls eine, heute trockengefallene, Karstquelle.

### Kotzendorf
Der stärkste Tummler sprudelte bei Kotzendorf und schoss bis zu sieben Meter in die Höhe. Er wurde aber im Jahr 1937 beim Bau der Wasserleitung kanalisiert.